# MANZAI-C
MANZAI-C（まんざいしー）は、かつて活動していた日本のお笑いコンビ。1991年結成、2002年解散。大川興業やフリーランス等での活動を経て、サクセスプロモーションに所属していた。

## メンバー
西野 健一（にしの けんいち、1969年7月13日 - ）
新潟県出身。B型。新潟県立十日町高等学校中退。
ボケ担当。「一万種類のボケを持つ男」と名乗っていた。
ボキャブラ初期には奇抜な髪の色で目を引いた。
MANZAI-C結成前は「はいびしゃん」「ラストチャップ」というコンビで活動していた。
「はいびしゃん」時代に、雑誌「スーパー写真塾」の投稿コーナーの選者をしていた。海パン姿で歌舞伎町で投稿写真を持ってポーズを取ったこともある。
「爆笑オンエアバトル」の計量の際に、ボールが入ったバケツをひっくり返した。これは「素人に審査されてたまるか」という西野の抵抗だった。
ピン芸人として、スカパー!の成人向けチャンネル「パラダイスTV」の番組にてMCを担当。
パラダイスTVの「24時間テレビ エロは地球を救う」のメインMCを最後に2010年8月30日に芸能界を引退。
翌年十日町市でペット商品販売店を開業し現在に至る。
森 光司（もり こうじ、1970年3月16日 - ）
茨城県出身。A型。ツッコミ担当。「誰とでも漫才が出来る男」と言われていた。
駒澤大学中退。
長髪が特徴。
コンビ解散後は放送作家に転身。アンダーパレス所属。担当番組は「竹山先生?」「2時っチャオ!」「ひるおび!」など。
MANZAI-C結成前は「光☆KENJI」というコンビで活動していた。

## 来歴・概要
1991年にコンビ結成。「MANZAI-C」というコンビ名は漫才師をアルファベットにしたもの。
ボキャブラ天国出演時は事務所に所属せず、フリー（コンビ結成当初は大川興業に所属）で活動していた。1997年に高草誠を代表取締役に個人事務所フリーフォークスを設立（同事務所にはカンニングも所属していた）。当初は社名をそのまま「フリー」にするつもりだったが既に登録されていたため、「自由なやつら」を意味するものとして「フリーフォークス」にした。
「彷徨のヒットマン」というキャッチコピーでタモリのボキャブラ天国を中心に、他のテレビ番組でもスケッチブックネタなどで人気を博した。
ボキャブラ天国の番組内で大島渚から比較的厳しい評価を下されることが多く、それでもひたすら頑張り続けたが、1998年9月の最終回スペシャルで本人の口から個人的に嫌いだった事を聞かされてしまい、ショックで怒りを隠しきれなかった。その後継番組内で大島渚本人に怒りをぶつけたが「好きになれない！」と言い返されてしまい、最終的に決別する形をとった逸話がある。
2002年にコンビを解散した。

## 現在の出演番組
- 妻有ROCK笑（エフエムとおかまち) - 西野のみ

## 過去の出演番組

### テレビ
- ボキャブラ天国（フジテレビ系） - キャッチコピーは彷徨のヒットマン
- 爆笑オンエアバトル（NHK総合テレビ） - 戦績1勝0敗 最高361KB
- GAHAHAキング 爆笑王決定戦（テレビ朝日系）
- GAHAHA王国（テレビ朝日）
- 爆笑王誕生（日本テレビ） - 5週勝抜き第3代チャンピオン
- 艶々ナイト（テレビ埼玉）
- AHERA（テレビ朝日）
- 新しい波（フジテレビ）
- お笑いダンクシュート（NHK総合テレビ）
- ゲーム王国（テレビ東京系）
- 爆笑BOOING（関西テレビ）
- 真夜中の王国（BS2） - 渋谷発!お笑い宇宙計画第2部
- 世にも奇妙な物語（フジテレビ系）
- 木曜の怪談（フジテレビ系）

### ラジオ
- MANZAI-Cの人を包むエネルギー（ラジオ日本）
- モアモア爆笑新鮮組（ニッポン放送）
- MANZAI-Cのパックインミュージック21（TBSラジオ、1993年2月26日）
- 吉田照美のやる気MANMAN!（文化放送）
- お笑いラジオスペイン坂（エフエム東京）